# Sphinctacanthus
Sphinctacanthus, biljni rod iz porodice primogovki smješten u tribus Andrographideae, dio potporodice Acanthoideae. Postoji dvije priznate vrste, jedna endemska za Mjanmar, a druga za Sumatru

## Opis
Opisana je u Genera Plantarum 2: 1070, 1118. 1876. 

## Vrste
1. Sphinctacanthus parkinsonii C.E.C.Fisch.; Mjanmar, država Kachin
2. Sphinctacanthus viridiflorus Ridl.; Sumatra